# 香芝市立香芝西中学校
香芝市立香芝西中学校（かしばしりつ かしばにしちゅうがっこう）は、奈良県香芝市にある公立中学校。

## 概要
- 昭和57年に香芝市で2番目の中学校として創立。
- 二上小学校の通学区域の一部は自転車通学が認められている。
- 自転車通学者は入学してから数日は徒歩通学であり、自転車での通学による説明を受け、白いヘルメット、自転車の後ろに貼る学校指定のシールを受け取れば、翌日から自転車通学可能である。
- なお、通学用の自転車はサイドスタンド型は認められていない。また、後部の荷台がないものも認められない。通学カバンは後部の荷台に紐で固定することが義務付けられている。
- 通学路には急な坂道（帰路が下り）がある為に、自転車通学者は学校指定の白いヘルメットの着用が義務づけされている。
- 定期的に教師が通学経路に立っており、ノーヘル（ヘルメット不着用）が発覚すると、ヘルメット没収の上、一週間の自転車通学停止処分が下される。
- 雨天時は生徒にはレインコート着用、鞄にはビニール袋着用が好ましい。

## 学区
二上小学校 と 関屋小学校の通学区域。

## 所在地
- 住所:奈良県香芝市穴虫
- 最寄駅:近鉄大阪線 二上駅、関屋駅

## 通学区域が隣接している学校
- 葛城市立白鳳中学校
- 香芝市立香芝中学校
- 香芝市立香芝北中学校
- 王寺町立王寺北義務教育学校

以下は大阪府。
- 柏原市立国分中学校
- 柏原市立玉手中学校
- 羽曳野市立誉田中学校
- 太子町立中学校